# Das Leben des C. Brunner
Das Leben des C. Brunner ist ein Kurzspielfilm von Christoph Brunner, Steffen Jürgens und Stefan Lampadius. Der ausgezeichnete Film hatte seine Premiere auf dem 6. up-and-coming Int. Film Festival Hannover, lief im Österreichischen Rundfunk, kam unter anderem 2004 als Vorfilm zum Spielfilm Der Ärgermacher ins Kino und erschien 2003 und 2005 auf DVD im Handel.

## Handlung
C. Brunner möchte Regie studieren und ist zum Bewerbungsgespräch an der Filmhochschule eingeladen. Da der zuständige Professor, Herr Kubik, allerdings unter einer Darmkolik leidet, muss das Gespräch auf der Toilette stattfinden. Während der Professor auf dem Klo sitzt und mit seinem Darm zu kämpfen hat, muss der vor der Klotür stehende und überforderte Brunner zum Teil unangenehme Fragen über sich ergehen lassen und seinen Lebenslauf vortragen. Nach einer Weile beendet der Professor abrupt das Gespräch und bedankt sich bei C. Brunner und sagt diesem, dass sich die Schule bei ihm melden werde. Es bleibt offen, ob C. Brunner an der Filmhochschule angenommen wird.

## Hintergrund
- Christoph Brunner bewarb sich 2001 unter anderem mit Das Leben des C. Brunner für ein Filmstudium an der Filmakademie Wien, was ihm auch gelang. 2003 benutzte auch Stefan Lampadius den Film für seine Bewerbung um einen Studienplatz an der Kunsthochschule für Medien Köln, was ihm ebenfalls gelang.
- Der im Film vorgetragene Lebenslauf entspricht dem Lebenslauf des wirklichen Christoph Brunner[1].
- Der Film wurde in zwei Stunden auf einer Herrentoilette der Filmakademie Baden-Württemberg gedreht.

## Kritiken
„"Wie, nie vergewaltigt worden? Was wollen Sie denn den Leuten erzählen?", schnauzt der abkotende Auswahl-Bevollmächtigte den jungen Mann an. Das ist alles unglaublich demütigend und abstrus. Und lebt von einem ganz eigenen Gestus, der wie eine depressive Abwandlung des Python-Humors daherkommt.“

„Sternstunde auf der Toilette der Filmakademie Baden-Württemberg.“

## Auszeichnungen
- 2001: Sonderpreis auf dem 6. up-and-coming Filmfestival der nordmedia - Die Mediengesellschaft Niedersachsen/Bremen mbH
- 2002: Dritter Platz auf dem Berliner Medienfestival für Kinder und Jugendliche